# Ukraiński Związek Inwalidów Wojennych
Ukraiński Związek Inwalidów Wojennych (ukr. Українська Спілка Воєнних Інвалідів) – emigracyjna organizacja ukraińska w Polsce w latach 20. i 30. XX wieku
Organizacja została utworzona w 1920 r. w Obozie Internowania nr 10 w Kaliszu dla żołnierzy Armii Czynnej Ukraińskiej Republiki Ludowej. Do 1926 r. nosiła nazwę Wszechukraiński Związek Inwalidów Wojennych. Skupiała ponad 1,5 tys. ukraińskich inwalidów wojennych. Prowadziła w Kaliszu Dom Ukraińskich Inwalidów. Organem prasowym Związku było pismo "Ukraiński inwalida". Jego działalność przerwał atak wojsk niemieckich na Polskę 1 września 1939 r.